# Saint-Exupéry-les-Roches
 Saint-Exupéry-les-Roches  là một xã thuộc tỉnh Corrèze trong vùng Nouvelle-Aquitaine miền trung Pháp.